# Infantele Gabriel al Spaniei
Infantele Gabriel al Spaniei (12 mai 1752 - 23 noiembrie 1788) a fost infante al Spaniei.

## Biografie
Născut la Palatul Portici în afara orașului Neapole a fost numit  Prințul Gabriel Antonio Francisco Javier Juan Nepomuceno José Serafin Pascual Salvador de Neapole și Sicilia. A fost al patrulea fiu al regelui Carol al III-lea al Spaniei și a soției acestuia, Maria Amalia de Saxonia. În momentul nașterii sale, tatăl său era rege al Neapolelui și Siciliei.
Dintre toți fiii lui Carol al III-lea, Gabriel a fost cel mai inteligent și mai muncitor. Era cultivat, cunoscut pentru excelenta traducere din Sallust. L-a avut ca profesor de muzică pe Antonio Soler, care a compus câteva sonate la clavecin special pentru elevul său talentat.
Gabriel și-a petrecut copilăria în regatul Neapolelui condus de tatăl său; la vârsta de șapte ani s-a mutat împreună cu părinții săi și frații săi mai mari Infantele Carol și Infanta Maria Luisa la Madrid. Unchiul său Ferdinand al VI-lea al Spaniei a murit fără moștenitori în 1759 așa că tatăl său a devenit regele Carol al III-lea al Spaniei.
În Neapole au rămas doi frați mai mari ai lui Gabriel: Infantele Filip, Duce de Calabria (care suferea de retard mintal și a fost exclus din linia de succesiune) și micul Ferdinand în vârstă de opt ani, rege al Neapolelui și Siciliei; Ferdinand a fost lăsat în grija consiliului de regență care a condus regatul până în 1767.
În 1766, în Spania, fratele mai mare al lui Gabriel, Infantele Carlos, s-a căsătorit cu Maria Luisa de Parma.

## Căsătorie
Gabriel s-a căsătorit cu Infanta Maria Victoria a Portugaliei; ea era fiica reginei Maria I a Portugaliei și a regelui Pedro al III-lea al Portugaliei. Căsătoria a avut loc la Lisabona la 12 aprilie 1785 prin procură; cei doi s-au întâlnit pentru prima dată la Aranjuez la 23 mai. Cuplul a avut trei copii însă doar unul a supraviețuit, copilul lor cel mare, Infantele Pedro Carlos care mai târziu a fost numit Infante al Portugaliei de către bunica sa care l-a crescut la curtea de la palatul regal Queluz.
La nașterea ultimului său copil, Infantele Carol, Gabriel și soția sa erau la reședința lor la Casita la El Escorial. În timp ce se aflau acolo, Gabriel s-a îmbolnăvit de variolă și a murit la vârsta de 36 de ani. Soția sa a murit de aceeași boală la 2 noiembrie la vârsta de 19 ani. Infantele Gabriel a murit și el la o săptămână după mama sa.
Cei trei au fost înmormântați la El Escorial. Moartea lui Gabriel l-a afectat pe tatăl său care a murit și el curând.